# Спиро Константинов
 Тази статия е за юриста.  За поборника вижте Спиро Константинов (поборник, 1826).  
Спиро Константинов Михайлов е български юрист и общественик, член-учредител на Македонския научен институт.

## Биография
Спиро Константинов е роден през 1887 година в град Щип, днес в Република Северна Македония. Завършва право. На 23 септември 1923 година Щипското братство по инициатива на Спиро Константинов и Диаманди Николов свиква в Софийския университет общо събрание на интелектуалци, родом от Македония, на което Константинов развива идеята за създаване на научен институт, занимаващ се с изследване на Македония. Избран е за секретар на дружеството. В 1926 година е избран в Националния комитет на македонските братства.
Умира през 1936 година.